# Battos (Pylos)
Pour les articles homonymes, voir Battos.

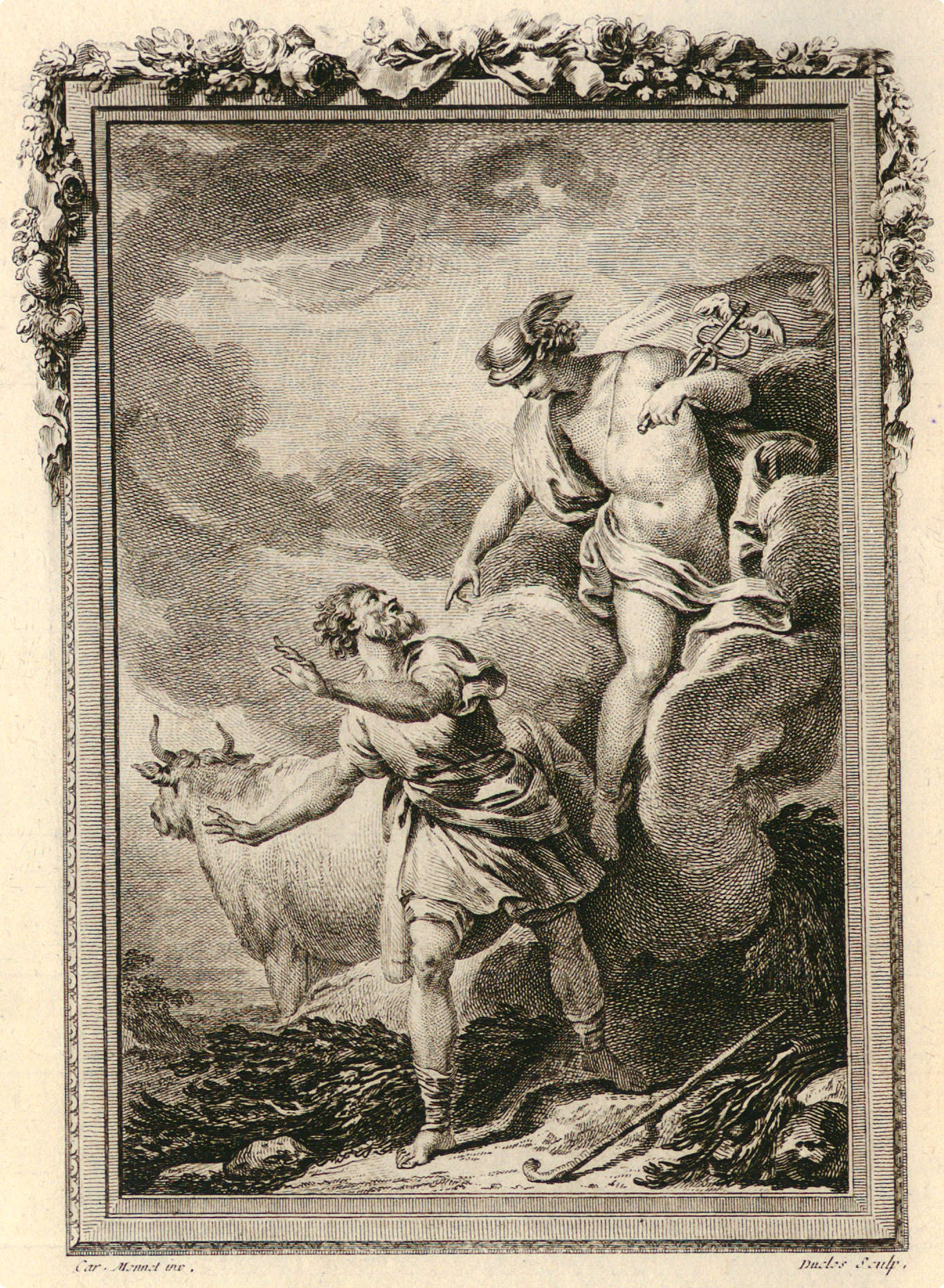
Mercure métamorphose en pierre le berger Battus

Dans la mythologie grecque, Battos est un vieux pasteur de Pylos au service de Nélée.
Témoin du vol par Hermès, alors tout juste né, du troupeau de bœufs appartenant à Apollon, il promet au jeune dieu de ne révéler ce larcin à personne en échange d'une génisse. Mais Hermès, tout juste parti, revient le tester en prenant une apparence autre et en lui promettant un taureau s'il lui indique ce qu'il sait. Battos trahit sa promesse et est changé en pierre par le dieu.

## Sources
- Antoninus Liberalis, Métamorphoses [détail des éditions] (XXIII) ;
- Ovide, Métamorphoses [détail des éditions] [lire en ligne] (II, 676–707).